# Ki mit tud? (1993)
A Ki mit tud? Magyar Televízió kulturális tehetségkutató műsorának kilencedik kiadása, amelyet 1993. július 1 és szeptember 18. között rendeztek a budapesti Madách Színházban. A televíziós műsort párhuzamosan közvetítette a nem sokkal korábban indult Duna TV is, amelyet a határon túli magyarság számára és annak elérésére szolgáló csatornaként hoztak létre.
A műsorvezető Antal Imre volt második alkalommal. A zsűriben a korábbi kiadásokban állandó zsűritagok (Szinetár Miklós, Petrovics Emil, Vásárhelyi László) mellé csatlakozott Benkó Sándor harmadik és Jeszenszky Endre második alkalommal. Először szerepelt a zsűriben Dunai Tamás színművész, Molnár Gergely bűvész és Czine Mihály irodalomtörténész, aki a zsűri elnöki tisztségét is ellátta.  A műsor főszerkesztője Gál Mihály, rendezője Szőnyi G. Sándor volt.
A győztesek között volt az Enemy Squad breaktánc-együttes (tagjai között Szűcs Zoltánnal, későbbi Hip Hop Boyz együttes tagjával és az Attraction Látványszínház alapítójával), a többsíkú koncentráló Varga János és Botos Tibor (a későbbi Váradi Roma Café egyik tagja). Döntősök között volt Kovács István operaénekes és Karsai Veronika pantomimművész.
Itt tűnt fel táncdal kategóriában Serbán Attila és a középdöntőig jutó Bíró Eszter is. A vers- és prózamondók kategóriában olyan később befutott színészek szerepeltek, mint például a döntős Rába Roland, a középdöntős Németh Kristóf valamint az elődöntősök között Dányi Krisztián, Pintér Tibor, Varga Izabella és Domokos László. A pop-rock-jazz kategóriában itt tűnt fel a középdöntős Nyers együttes és elődöntős Jazztett duó tagjaként Szolnoki Péter is.

## Évad ismertető
A szervezésben Magyar Televízió mellett szerepet vállalt a Művelődési- és Közoktatási Minisztérium, a Közép-európai Nemzetközi Bank Rt. és Budapest valamint Gödöllő önkormányzata a Honvédelmi Minisztérium, a Belügyminisztérium és a Magyarok Világszövetsége támogatásával.
| Kategória                                 | Maximális létszám | Maximális műsoridő       |
| ----------------------------------------- | ----------------- | ------------------------ |
| vokális zene (ének)                       | 6 fő              | 5 perc                   |
| hangszeres zene                           | 6 fő              | 5 perc                   |
| vers-, próza-, mesemondás, szónoki beszéd |                   | 4 perc                   |
| néptánc                                   | 24 fő             | 4 perc 6 perc (együttes) |
| klasszikus és modern színpadi tánc        | 12 fő             | 5 perc                   |
| színpadi játék                            | 6 fő              | 6 perc                   |
| egyéb                                     | 6 fő              | 5 perc                   |

A vetélkedőre első alkalommal jelentkezhettek határon túl élő magyar fellépők is. Az országos válogatón végül 560 produkció mérette meg magát, ebből 132 jutott be a tévés fordulókra. A televíziós fordulók nyolc elődöntőből, három középdöntőből és egy döntőből álltak. Elődöntős szakaszokat a kisebb lefedettségű és nézettségű TV2-n kezdték közvetíteni, majd a középdöntőktől kezdve a TV1 adta a műsort.
A szavazás elődöntőben kesztyűbábokkal történt (versenyzőknek ajándékba adott plüssállatoknak megfelelő kesztyűbábokkal kellett a zsűrinek jelezni, hogy melyik produkcióra szavaznak). A középdöntőben és a döntőben 1-től 10-ig számozott táblákat használtak.
Kategória győztesek: 
- Vokális zene (könnyűzene): Hajdú Ilona
- Vokális zene (klasszikus): Banchieri énekegyüttes
- Pop-rock-jazz: Zsemlye Sándor (szaxofon)
- Formációs tánc: Enemy Squad breaktánc-együttes
- Népdal: Kiss Bernadett
- Hangszeres zene (népzene): Romano Glaszo
- Hangszeres zene: Botos Tibor (gitár)
- Vers- és prózamondás: Balogh István
- Színpadi tánc: Varga-Huszár kettős
- Egyéb #1: Varga János (többsíkú koncentrálás)
- Egyéb #2: 7-4 törpe Humor Részvét Társaság (parodisták)
- Néptánc (szóló): Balázs Richárd
- Néptánc (együttes): Nyírség táncegyüttes

A győztesek 10 napos thaiföldi utazást nyertek Bangkokba és Huanhinbe.

### Döntő
| Fellépési sorrend | Versenyző                                              | Kategória                 | Eredmény |
| ----------------- | ------------------------------------------------------ | ------------------------- | -------- |
| 1                 | Hajdú Ilona                                            | vokális zene (könnyűzene) | 74       |
| 2                 | Balázs Richárd                                         | néptánc (szóló)           | 77       |
| 3                 | Tóth Szilvia (operett)                                 | vokális zene (könnyűzene) | 68       |
| 4                 | Al Capone da Fine                                      | pop-rock-jazz             | 76       |
| 5                 | Tisza kamaraegyüttes (Szolnok)                         | néptánc (szóló)           | 75       |
| 6                 | Kovács István (opera)                                  | vokális zene (klasszikus) | 73       |
| 7                 | Zsemlye Sándor (szaxofon)                              | pop-rock-jazz             | 79       |
| 8                 | Banchieri énekegyüttes (Nyíregyháza)                   | vokális zene (klasszikus) | 80       |
| 9                 | Enemy Squad                                            | formációs tánc            | 78 (5)   |
| 10                | Galagonya énekegyüttes (Nyíregyháza)                   | népdal                    | 74       |
| 11                | Botafogo Táncegyüttes (Budapest)                       | formációs tánc            | 78 (3)   |
| 12                | Kiss Bernadett                                         | népdal                    | 80       |
| 13                | Ruzicska Péter                                         | színpadi tánc             | 76       |
| 14                | Romano Glaszo                                          | hangszeres zene (népzene) | 80       |
| 15                | Balogh István                                          | vers- és prózamondás      | 76 (5)   |
| 16                | Varga-Huszár kettős                                    | színpadi tánc             | 77       |
| 17                | ifj. Gáspár Kálmán (cimbalom)                          | hangszeres zene (népzene) | 74       |
| 18                | Rába Roland                                            | vers és prózamondás       | 76 (3)   |
| 19                | Varga János (többsíkú koncentrálás)                    | egyéb                     | 79       |
| 20                | Horváth Károly (cselló)                                | hangszeres zene           | 75       |
| 21                | Nyisztor György hagyományőrző táncegyüttes (Mélykerék) | néptánc (együttes)        | 75       |
| 22                | Mikita Zsolt (bűvész)                                  | egyéb                     | 71       |
| 23                | Somogy táncegyüttes (Kaposvár)                         | néptánc (együttes)        | 74       |
| 24                | Botos Tibor (gitár)                                    | hangszeres zene           | 80       |
| 25                | Tisza '83 citerazenekar                                | hangszeres zene           | 76       |
| 26                | Batsányi táncegyüttes (Tapolca)                        | néptánc (együttes)        | 74       |
| 27                | Karsai Veronika (pantomim)                             | egyéb #2                  | 73       |
| 28                | Tanac néptáncegyüttes (Pécs)                           | néptánc (együttes)        | 74       |
| 29                | 7-4 törpe Humor Részvét Társaság (paródisták)          | egyéb #2                  | 77       |
| 30                | Nyírség táncegyüttes (Nyíregyháza)                     | néptánc (együttes)        | 78       |

- A formációs tánc illetve a vers-és prózamondás kategóriájában a pontegyenlőség miatt a nyolc tagú zsűri többségi döntésssel szavazta meg a győztest

### A döntőbe nem került különdíjasok
- vokális zene (könnyűzene): Ölvetzky László
- pop-rock-jazz: Tarhonya Kedélyzenekar
- népdal: Gordos-nővérek, Csallóközkürti énekcsoport
- hangszeres zene (népzene): Fix-Stimm, Péterfalvi trió (Ukrajna)
- vers, próza és mesemondó: Kiss Árpád, Németh Kristóf, Domokos László, Ki mit tud? tévés fordulójára bejutott valamennyi határon túli versenyző
- hangszeres zene: Leo Brass quintett, Szomora István (cimbalom)
- néptánc együttes: Istiglinc együttes (Szlovákia), Tisza táncegyüttes (Ukrajna), Tiszafüred táncegyüttes, Nógrád táncegyüttes, Cirkalom táncegyüttes (Szerbia), Móra táncegyüttes (Szerbia)

A győztesek és a a különdíjasok nyereményeinek jelentős részét a városi önkormányzatok és a megyei közgyűlések ajánlották fel pénzjutalom formájában, illetve tárgyjutalmak kerültek kiosztásra a szponzorok felajánlásával.

## Érdekesség
- A 7-4 törpe Humor Részvét Társaság 2007-ben – ekkor már kétfős (Szabó Szilárd, Szabó József) felállással – az ATV Humorbajnokság című vetélkedő-sorozatában a második helyen végzett.[8]
- Legnagyobb összpontszámot kapó egyéni versenyzőknek (Botos Tibornak és Kiss Bernadettnek) egyenként két hektár erdőbirtokot ajánlott fel a műsor egyik szponzora.[9]